# Snooky Young
Eugene Edward „Snooky“ Young (3. února 1919 Dayton, Ohio, USA – 11. května 2011 Newport Beach, Kalifornie, USA) byl americký jazzový trumpetista. V letech 1939-1942 hrál hlavní trubku v souboru Jimmie Lunceforda. Hrál také s Count Basieem a byl původním členem souboru The Thad Jones/Mel Lewis Orchestra. Hrál také s B. B. Kingem, Sarah Vaughan, Quincy Jones nebo skupinou The Band (album Rock of Ages), Lalo Schifrinem (album The Dissection and Reconstruction of Music From the Past as Performed By the Inmates of Lalo Schifrin's Demented Ensemble as a Tribute to the Memory of the Marquis De Sade) a dalšími.